# Naked & Funny
Naked & Funny ist eine Comedysendung des Fernsehsenders Comedy Central, die seit 2007 im späten Abendprogramm oder Nachtprogramm des Senders läuft.
Die Sendung basiert auf dem Prinzip der Versteckten Kamera. Ahnungslose Passanten, Kunden, Besucher etc. werden an ganz gewöhnlichen Orten wie auf der Straße, in einem Kaufhaus oder einer Ausstellung in ungewöhnliche oder skurrile Situationen gebracht.
Das Besondere ist, dass die Lockvögel vorwiegend 
- ihren Opfern unvermittelt leichtbekleidet (nie ganz nackt) gegenübertreten
- unerwartet Kleidungsstücke ablegen
- scheinbar versehentlich Kleidungsstücke verlieren

Beispielsweise werden in einer Folge männliche Passanten in einem Park gebeten, ein Foto vom weiblichen Lockvogel in einem Springbrunnen zu machen. Plötzlich geht die Fontäne des Brunnens an und der Wet-T-Shirt-Contest-Effekt tritt ein.
Ein kleinerer Teil der Sketche ist ohne Bezug zu Nacktheit, zum Beispiel fällt in einem Museum eine Figur von einem Podest und der davorstehende Besucher wird von der Museumswärterin beschuldigt.
In den Sketchen wird nicht gesprochen, sie sind von Musik und lautmalerischen Tönen begleitet. Die Kamera richtet sich zum einen auf die Präsentation der Lockvögel, zum anderen wird die Reaktion der Opfer in Mimik, Gestik und Körpersprache eingefangen, nicht nur während der Szenarios, sondern auch nach der letztendlich erfolgenden Aufklärung über die versteckte Kamera.
Drehort der Comedysendung ist die ukrainische Schwarzmeerstadt Odessa.
Comedy Central zeigt bislang nur einen kleinen Teil der gesamten Filme.